# Nikolaj Andreevič Malevskij-Malevič
Nikolaj Andreevič Malevskij-Malevič, (in russo: Николай Андреевич Малевский-Малевич) (8 dicembre 1856 – 1917), è stato un diplomatico russo.

## Carriera
Si è laureato presso la facoltà di giurisprudenza dell'Università Statale di Mosca con una laurea sui diritti umani.
Dal 23 febbraio 1881 lavorò presso il ministero degli affari esteri. Nel 1896 divenne consigliere di Stato. Il 1º giugno 1905 divenne presentare del Senato.
Tra il 1906 e il 1907 ha diretto una delegazione russa ai colloqui con il Giappone sulla conclusione di un nuovo trattato commerciale e di navigazione per cancellare la disastrosa guerra.
Dal 1908 al 1916 fu ambasciatore in Giappone. Nel 1912 rappresentò la Russia ai funerali dell'Imperatore Meiji.

## Matrimonio
Sposò Sofia Petrovna Rogovič, la figlia del senatore e consigliere Pëtr Ivanovič Rogovič, ma il matrimonio nel 1901 venne annullato. Ebbero tre figli: Pëtr, Andrej ed Euvgenja.